# Rue Henri-Desbals
La rue Henri-Desbals [dezbals] (en occitan : carrièra Enric Desbals) est une voie de Toulouse, chef-lieu de la région Occitanie, dans le Midi de la France.

## Situation et accès

### Description
La rue Henri-Desbals est une voie publique. Elle marque la limite entre les quartiers de Bagatelle, au nord, et de La Faourette, au sud, puis traverse les quartiers de Fontaine-Lestang et des Arènes.
Elle naît dans le prolongement de l'avenue de Reynerie, au carrefour de l'allée de Guyenne et d'une bretelle d'accès au périphérique (A620). Elle est longue de 1732 mètres.
Entre l'avenue de Reynerie et la rue Paul-Lambert, la chaussée compte deux voies de circulation automobile dans chaque sens. Elle est bordée sur le côté sud par une piste cyclable à double-sens.

### Voies rencontrées
La rue Henri-Desbals rencontre les voies suivantes, dans l'ordre des numéros croissants (« g » indique que la rue se situe à gauche, « d » à droite) :
1. Avenue de Reynerie (g)
2. Avenue du Corps-Franc-Pommiès/périphérique (A620) - Échangeur no 26
3. Allée de Guyenne (d)
4. Rue Paul-Lambert (d)
5. Esplanade Bernard-Aymable-Dupuy (d)
6. Rue du Bachaga-Boualam (g)
7. Rue du Lot (g)
8. Rue de l'Ukraine (d)
9. Rue Ammar-Boutalba (g)
10. Rue Jules-Amilhau (d)
11. Place Geneviève-Anthonioz-De Gaulle (d)
12. Rue de Saintonge (g)
13. Rue Aristide-Bergès (d)
14. Rue de Saint-Gaudens (g)
15. Rue Jean-Mermoz (d)
16. Rue du Mont-Dore (g)
17. Rue Fieux (d)
18. Rue Henri-Dunant (g)
19. Rue Pierre-Benech (d)
20. Rue Louis-Vestrepain
21. Avenue Lamartine (g)
22. Avenue Alain-Gerbault (g)
23. Place Odontine-Vigneau (g)
24. Rue de l'Union (g)
25. Rue du Quatre-Septembre (d)
26. Boulevard Déodat-de-Séverac

### Transports
La rue Henri-Desbals est desservie par plusieurs stations de la ligne  du métro : d'ouest en est, les stations Bagatelle, Mermoz et Fontaine-Lestang. Elle est de plus parcourue, dans sa première partie, entre l'allée de Guyenne et la rue du Lot, par la ligne de bus 13. De plus, elle se trouve, au carrefour avec le boulevard Déodat-de-Séverac, à proximité immédiate de la station Déodat-de-Séverac, sur la ligne de tramway , où marquent également l'arrêt les lignes de bus 1334.
Plusieurs stations de vélos en libre-service VélôToulouse se trouvent le long de la rue Henri-Desbals : les stations no 141 (237 rue Henri-Desbals), no 143 (145 rue Henri-Desbals), no 186 (1 rue du Bachaga-Boualam) et no 187 (187 rue Henri-Desbals).

## Odonymie

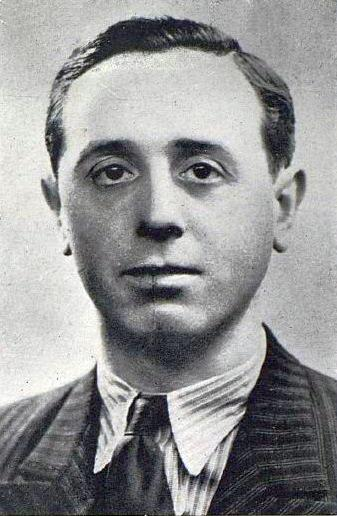
Portrait d'Henri Desbals en 1944 (Bulletin municipal, bibliothèque municipale).

La rue porte le nom d'Henri Desbals (1904-1944). Militant socialiste, secrétaire de la SFIO de Toulouse, il habitait une maison de la rue Jacques-Gamelin (ancien no 3) et fut, entre 1935 et 1940, conseiller municipal. Pendant la Seconde Guerre mondiale, il s'engagea dans la Résistance. Membre du groupe « Libérer et Fédérer », il fut arrêté et déporté au camp de concentration de Buchenwald. Il mourut le 4 mars 1944. 
C'était, au XVIIe siècle, le chemin de Fontaine-Lestang, nom qui a été conservé par la dernière partie de ce chemin, l'actuel chemin de Lestang. Le domaine de Fontaine-Lestang se trouvait près de l'actuelle rue André-Maurois, dans le quartier de Bellefontaine. Il appartenait à la fin du XVIe siècle au président au parlement Antoine de Lestang,,.

## Histoire

### Époque contemporaine
Après la Seconde Guerre mondiale, la municipalité se préoccupe de la situation du logement. Raymond Badiou, maire de 1945 à 1958, encourage l'implantation d'ensembles de grands immeubles à la périphérie de la ville. Entre 1949 et 1970, la cité Papus est construite entre la rue Henri-Desbals et la route de Seysses sur les plans des architectes Joachim et Pierre Génard pour le compte de la société anonyme HLM de Papus, afin de loger les employés de l'Office national industriel de l'azote (ONIA). En 1955, le centre hospitalier régional vend le domaine de La Faourette, où une nouvelle cité est construite entre la rue Henri-Desbals et la rue de l'Ukraine entre 1955 et 1967. 
En 1959, l'élection de Louis Bazerque à la mairie favorise la mise en œuvre d'un nouveau projet extrêmement ambitieux : l'édification d'une nouvelle ville au Mirail, de l'autre côté de l'avenue du Corps-Franc-Pommiès. ne ralentit pas le rythme des constructions. La cité de Bagatelle est construite à partir de 1963, entre la rue Henri-Desbals et la rue du Lot. En 1970, on construit encore entre la rue Henri-Desbals et la rue Jules-Amilhau la résidence Chantilly. L'arrivée des nouveaux habitants s'accompagne de la construction de nouveaux équipements publics, avec une crèche (actuel no 19), les groupes scolaires Clément-Falucci et Georges-Hyon (actuels no 1-9 rue du Bachaga-Boualam) et le collège Stendhal (actuel no 124). 
Pourtant, les cités de la rue Henri-Desbals connaissent les mêmes difficultés que les grands ensembles construits en France. Dès les années 1980, des travaux de réaménagement et de requalification sont engagés afin d'améliorer la vie de ses habitants. L'ouverture de la ligne A du métro et de trois stations le long de la rue Henri-Desbals en 1991 permet le désenclavement du quartier. Un nouveau centre commercial est aménagé autour de la place Geneviève-Anthonioz-De Gaulle, à l'emplacement d'une tour de huit étages et d'une longue barre de quatre étages de la rue Jules-Amilhau, afin de remplacer le centre commercial de la rue Paul-Lambert, jugé trop enclavé.
Le 21 septembre 2001, les quartiers de Bagatelle et de La Faourette sont durement touchés par l'explosion de l'usine AZF. Les destructions touchent les immeubles et les maisons des habitants de la rue Henri-Desbals, mais aussi les bâtiments publics. Les écoles Étienne-Billières et Georges-Hyon doivent fermer plusieurs jours en attendant des travaux de mise en sécurité. Le collège Stendhal, un des établissements les plus durement touchés de la ville, doit être entièrement reconstruit, le personnel et les 400 élèves étant relogés pendant trois ans dans des algecos installés dans la cour. 
Paradoxalement, les destructions, suivies de reconstructions, accélèrent la rénovation du quartier et la requalification de la rue Henri-Desbals. En 2004, le centre culturel Henri-Desbals est inauguré (actuel no 128) : au pied des quartiers de La Faourette et de Bagatelle, il abrite une salle de spectacles, une galerie d’exposition, une ludothèque mais aussi la mairie de quartier. La même année, le nouveau collège Stendhal est achevé.

## Patrimoine et lieux d'intérêt

### Église du Saint-Esprit
L'église est construite entre 1964 et 1965 par les architectes Louis de Hoÿm de Marien et Louis-Pierre Grosbois, afin de desservir les quartiers de Bagatelle et de La Faourette, en plein développement. Elle est inaugurée le 25 décembre 1965. Elle peut contenir 700 personnes. 
L'édifice s'élève sur un parvis à l'angle de la rue de Saintonge (actuel no 2). Le bâtiment, à l'architecture moderne dépouillée, consiste en un volume parallélépipédique sans décor. Les murs sont couverts d'un plaquis de brique. L'ossature de poutres, qui reste visible, supporte une charpente en bois lamellé-collé. Le toit forme une envolée en forme de signal. Les vitraux en pâte de verre sont dus au peintre-verrier Henri Guérin.

### Établissements scolaires
- no  117 : école élémentaire Georges-Hyon. 
L'école est construite entre 1965 et 1967 pour desservir la population du quartier de Bagatelle, en cours de construction. Elle porte le nom de Georges Hyon (1892-1962)[N 2],[13],[14].

- no  122 : collège Stendhal. 
Le collège est construit entre 1972 et 1974, sur une parcelle d'environ 15 000 m², à l'emplacement de terres agricoles qui dépendent d'une ancienne ferme (actuel no 124), et qui était resté non bâtie à la suite de la construction de la cité de Papus et de la cité de la Faourette. Il consiste en quatre corps de bâtiments (trois de plan carré, un de plan rectangulaire), s'élevant sur deux niveaux et disposés autour d'une cour centrale. Un bâtiment à l'écart regroupe les logements de fonction[15].
Les bâtiments sont endommagés, le 21 septembre 2001, par l'explosion de l'usine AZF, et doivent être détruits, seule l'ossature ayant été conservée. Les travaux sont menés par l'agence d'architecture Dompnier-Lemaire. Le nouveau collège est inauguré en 2005[16],[17].

- no  257 : école maternelle Étienne-Billières. 
L'école maternelle Fontaine-Lestang est construite en 1912, par Joseph Galinier, architecte de la ville. Elle s'élève en retrait par rapport à la rue Henri-Desbals, ménageant une petite place, baptisée du nom d'Odontine Vigneau, première directrice de l'école maternelle. 
Les corps de bâtiment s'organisent autour de la cour intérieure. La façade sud est formée à droite d'un pavillon qui se développe sur deux niveaux et quatre travées et forme l'angle avec la façade est. À gauche du pavillon, la façade se poursuit en retrait par une aile de plain-pied et de six travées. Les jambages des fenêtres et les angles de la façade portent un décor de chaînes crénelées en brique. Les fenêtres sont surmontées d'un linteau de métal, surmonté d'un tympan circonscrit par des voussures de brique et peint de figures d'enfants – une petite fille lisant un livre et un garçon portant un ballon. Les voussures sont reliées par un cordon interrompu de carreaux de céramique portant un décor de fleurs[18].

### Œuvres publiques
- monument aux morts du quartier des Arènes. 
Le monument aux morts s'élève sur la place Odontine-Vigneau, devant l'école maternelle Étienne-Billières. Il est probablement érigé dans les années 1920. À l'origine, il était encadré par une clôture en fer forgé dont les piquets d'angle étaient surmontés de vasques. Un gradin de trois marches mène au piédestal, en béton, sur lequel sont fixés trois plaques de marbre blanc. Il supporte un socle, orné de croix de guerre encadrées de rameaux de chêne, et surmonté d'un obélisque en pierre, orné sur ses différentes faces de la palme des martyrs et couronné par une urne funéraire[19].